# Amt Molfsee

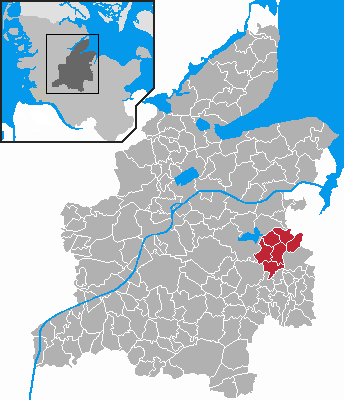
Lage des ehemaligen Amtes Molfsee im Kreis Rendsburg-Eckernförde

Das Amt Molfsee war von 1867 bis 31. Mai 2023 ein Amt, zuletzt im Kreis Rendsburg-Eckernförde in Schleswig-Holstein. Auf einer Fläche von 47,63 km² lebten 8850 Einwohner (Stand: 31. Dezember 2021). Der Sitz des Amtes war die Gemeinde Molfsee, die die Verwaltungsgeschäfte für das Amt geführt hat.

## Gemeinden
- Blumenthal
- Mielkendorf
- Molfsee
- Rodenbek
- Rumohr
- Schierensee

## Geschichte

Wappen des ehemaligen Amtes Molfsee

Mit der Einteilung der Kreise nach der Annexion Schleswig-Holsteins durch Preußen wurde 1867 das Amt Molfsee gegründet. Als Amtssitz wurde Molfsee gewählt, obwohl Blumenthal zur damaligen Zeit mehr Einwohner hatte. Ausschlaggebend war die bessere Straßenanbindung Molfsees (Altona-Kieler Chaussee). Anfangs gehörte es zum Kreis Bordesholm, nach dessen Auflösung 1932 kam es zum Kreis Rendsburg (heute Rendsburg-Eckernförde). Da die Gemeinde Molfsee im Jahr 1984 die 5000-Einwohner-Grenze überschritt und damit eine eigene Verwaltung brauchte, wurden seitdem die Amtsgeschäfte von dieser Gemeinde geführt.
Zum 1. Juni 2023 löste sich das Amt Molfsee auf und die Gemeinden bildeten zusammen mit der Gemeinden des Amtes Flintbek das Amt Eidertal mit Sitz in Flintbek. Die Gemeinde Molfsee hatte die hauptamtliche Verwaltung zu diesem Zeitpunkt aufgegeben.

## Wappen
Blasonierung: „In Grün eine nach links fliegende silberne Möwe, deren rechter, stark bewegter Flügel das Erscheinungsbild von sechs fächerförmig hintereinandergestellten Flügeln aufweist.“